# Domenico Serafini
Domenico Serafini O.S.B.Cas. (ur. 3 sierpnia 1852 w Rzymie, zm. 5 marca 1918 w Rzymie) – włoski duchowny katolicki, dyplomata, wysoki urzędnik Kurii Rzymskiej, kardynał.

## Życiorys
Pochodził z rodziny szlacheckiej. Jego dziadek ze strony matki był prawnikiem konsystorialnym i audytorem Roty Rzymskiej. W 1871 wstąpił do zakonu benedyktynów z Monte Cassino. Profesję złożył 16 czerwca 1874. Studiował na Uniwersytecie Gregoriańskim, gdzie uzyskał doktoraty z teologii i filozofii. Święcenia kapłańskie otrzymał 21 października 1877 w opactwie Subiaco, w którym pozostał do 1892, będąc w tym czasie mistrzem nowicjatu i lektorem teologii oraz przeorem. W latach 1892–1896 pełnił funkcję prokuratora generalnego swego zakonu. Od 1896 był opatem w Subiaco i generałem Kongregacji Benedyktyńskiej z Monte Cassino Primaeva Observantia.
19 kwietnia 1900 został mianowany metropolitą Spoleto. Sakry w Rzymie udzielił mu kardynał Serafino Vannutelli. W 1904 wyjechał do Meksyku jako delegat apostolski. Od 1911 był asesorem w Świętym Oficjum, otrzymał też stolicę tytularną Seleucia Pieria. Na konsystorzu z maja 1914 otrzymał kapelusz kardynalski. Brał udział w konklawe 1914, na którym był jednym z kandydatów do tiary. W styczniu 1916 mianowany prefektem Kongregacji ds. Zakonów, miesiąc później przeniesiony do Kongregacji Rozkrzewiania Wiary, gdzie był pro-prefektem, a od 24 marca prefektem. Pochowany na Campo Verano.